# Pierinae
Los pierinos (Pierinae) son una subfamilia de mariposas de la familia Pieridae compuesta por 57 géneros y más de setecientas especies. La subfamilia es considerada monofilética, pero las relaciones de los géneros que la componen es compleja, pero avances recientes permiten establecer una hipótesis estable de sus relaciones filogenéticas. Actualmente se reconocen seis tribus, y una de las tribus se divide a su vez en varios linajes adicionales.

## Nomenclatura
El nombre Pierides, tomado de la mitología griega, fue utilizado originalmente en 1832 por Duponchel en los primeros capítulos de su obra, y luego latinizado como Pieridae en tomos publicados posteriormente. De este nombre se derivan las denominaciones para rangos taxonómicos menores: subfamilia Pierinae, tribu Pierini y subtribu Pierina. Sin embargo algunos autores consideran que el nombre fue empleado previamente por William Swainson y debería atribuirse a este autor por el principio de prioridad. La discusión de este asunto fue resuelta por una decisión del ICZN en favor de la atribución a Duponchel con fecha 1835.

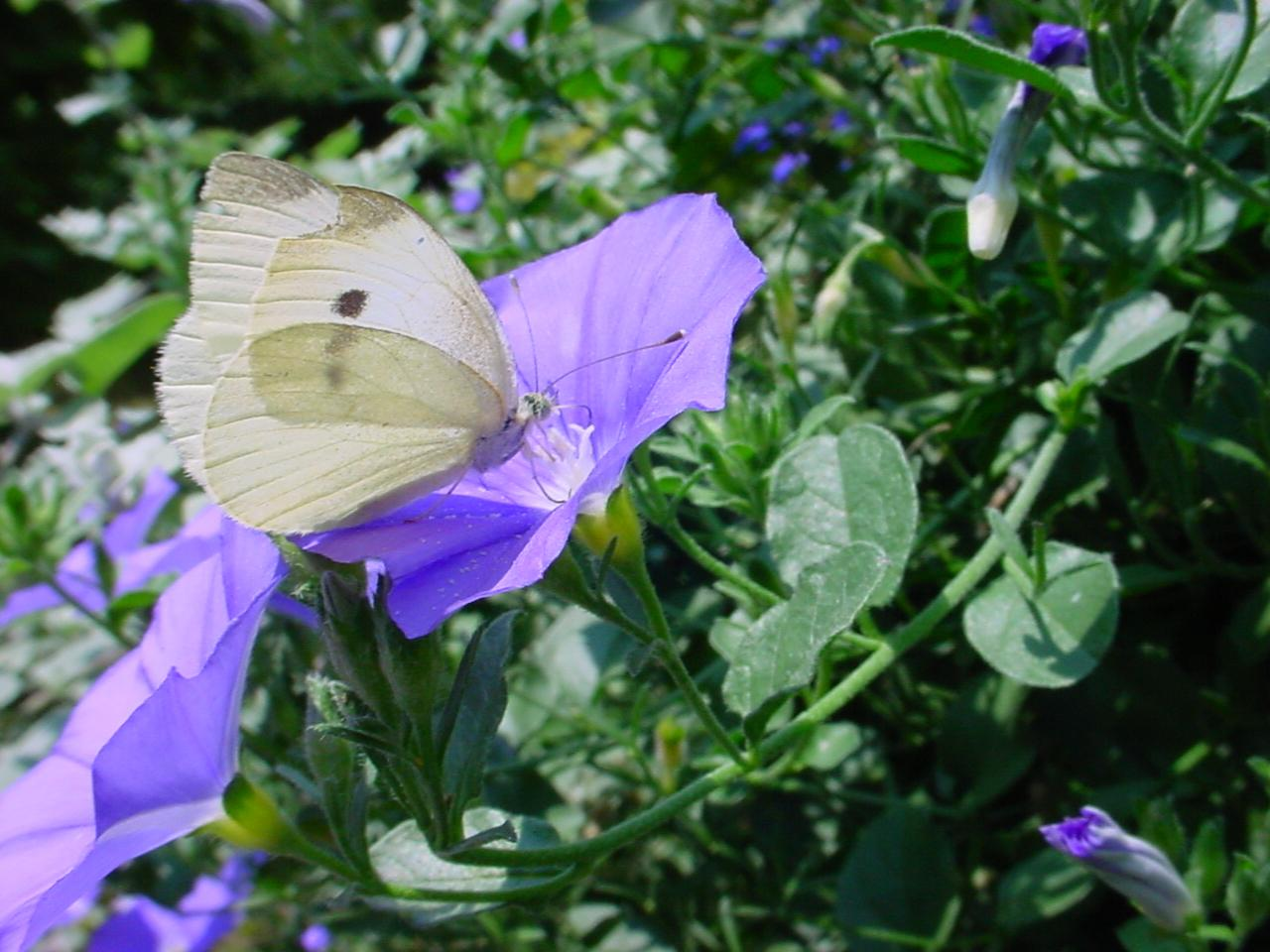
Pieris rapae.

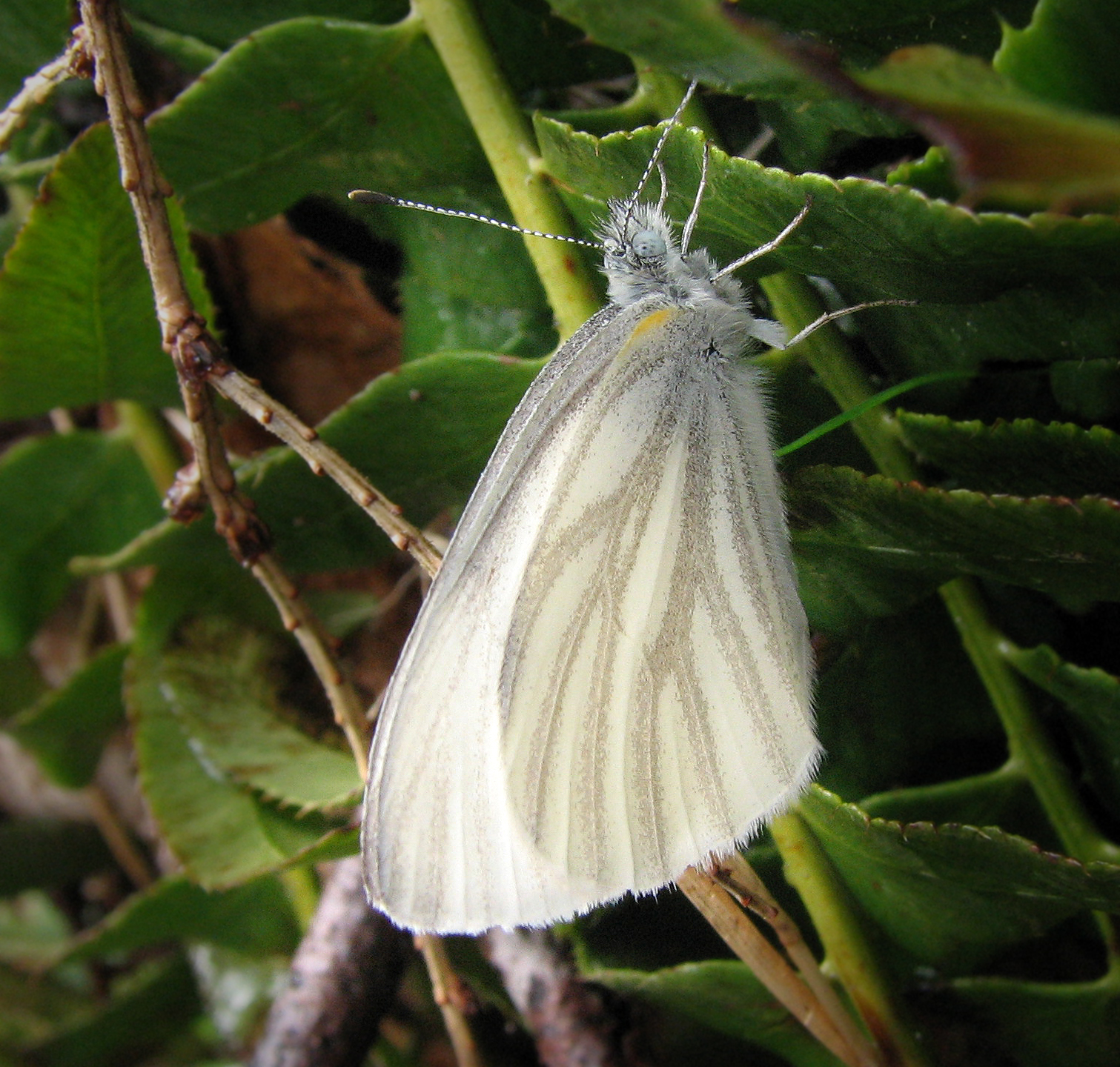
Pieris virginiensis

## Taxonomía y Sistemática
En un análisis filogenético de la familia Pieridae se ha comprobado el carácter monofilético de la subfamilia y se propuso una clasificación tentativa basada en cuatro linajes cuyas relaciones no están completamente resueltas.

### Tribu Colotini o grupo ColotisReuter, 1896
Incluye ocho géneros anteriormente asignados a la tribu Pierini o Anthocharidini. Su relación filogenética se ha aclarado recientemente, y se le considera una tribu basal de la subfamilia. En algunas publicaciones y bases de datos electrónicas se ha aplicado el nombre Colotini a esta tribu, pero el nombre Teracolini propuesto por Reuter en 1896 tiene precedencia. Colotinies el nombre más aceptado en el presente. Incluye los géneros:
- Teracolus
- Pinacopteryx Wallengren, 1857
- Gideona Klots, 1933
- Ixias Hübner, 1819
- Eronia Hübner, 1823
- Colotis Hübner, 1819
- Calopieris Aurivillius, 1898

### Tribu NepheroniiniBraby, 2014
Tribu erigida recientemente para agrupar dos géneros estrechamente relacionados.
- Nepheronia Butler, 1870
- Pareronia Bingham, 1907

### Tribu AnthocharidiniScudder, 1889(=Anthocharini)
Algunos géneros anteriormente incluidos en la tribu Anthocharidini están más cercanamente asociados a Pierini o se incluyen en Teracolini. Bajo la circunscipción actual solo incluye los géneros:
- Anthocharis Boisduval, Rambur, Duméril et Graslin, 1833
- Eroessa Doubleday, 1847
- Euchloe Hübner, 1819
- Hebomoia Hübner, 1819
- Iberochloe Hübner, 1819
- Hesperocharis Felder, 1862
- Zegris Boisduval, 1836
- Cunizza Grote, 1900
- Mathania Oberthür, 1890

### TribuLeptosiainiBraby, 2014
Aunque no se tiene duda de que pertenece a la subfamilia Pierinae, su posición exacta es incierta, y las diferencias con los otros géneros de la subfamilia sugiere que amerita un rango de tribu.
- Leptosia Hübner, 1818

### TribuElodininiBraby, 2014
Tribu erigida recientemente sobre la base de la diferenciación de este género con respecto al resto de los géneros de la tribu Pierini.
- Elodina C. & R. Felder, 1865

### Tribu PieriniDuponchel, 1835
La tribu Pierini forma un grupo monofilético, se reconocen al menos cinco grupos, tres de los cuales tienen rango de subtribu, y dos son de posición incierta. Incluye los géneros:
- Aoa de Nicéville, 1898
- Aporia Hübner, 1819
- Appias Hübner, 1819
- Archonias Hübner, 1825
- Ascia Scopoli, 1777
- Baltia Moore, 1878
- Belenois Hübner, 1819
- Catasticta Butler, 1870
- Cepora Billberg, 1820
- Charonias Röber, 1908
- Delias Hübner, 1819
- Dixeia Talbot, 1932
- Eucheira Westwood, 1834
- Ganyra Billberg, 1820
- Glennia Klots, 1933
- Hypsochila Ureta, 1955
- Infraphulia Field, 1958
- Itaballia Kaye, 1904
- Leodonta Butler, 1870
- Leptophobia Butler, 1870
- Leuciacria Rothschild et Jordan, 1905
- Melete Swainson, 1831
- Mylothris Hübner, 1819
- Neophasia Behr, 1869
- Pereute Herrich-Schäffer, 1867
- Perrhybris Hübner, 1819
- Phulia Herrich-Schäffer, 1867
- Piercolias Grote, 1903
- Pieriballia Klots, 1933
- Pieris Schrank, 1801
- Pierphulia Field, 1958
- Pontia Fabricius, 1807
- Prioneris Wallace, 1867
- Reliquia Ackery, 1975
- Saletara Distant, 1885
- Tatochila Butler, 1870
- Theochila Field, 1958
- Udaiana Distant, ?